# Crystal Pite
Crystal Pite (Terrace, 15 december 1970) is een Canadese danseres en choreografe. Ze is gastchoreograaf van onder andere het Nederlands Dans Theater.

## Biografie
Crystal Pite werd geboren in Terrace, een kleine stad met iets meer dan 10.000 inwoners in Brits-Columbia, in het westen van Canada. Zoals veel dansers bezocht ze geen balletschool, maar volgde vanaf haar vierde privélessen dans, jazz, zang en acteren, onder meer bij Maureen Eastick en Wendy Green in de nabijgelegen grotere stad Victoria. Op dertienjarige leeftijd ontwikkelde ze haar eerste eigen choreografie, The Bug (1983), en nam ze deel aan het Victoria Dance Festival in de categorie 'Young Choreographers'.
Tijdens de zomermaanden vervolgde Pite haar opleiding aan de Toronto Dance Theatre School en het Banff Centre for Arts and Creativity. Haar professionele danscarrière begon toen ze in 1988 geëngageerd werd door het Ballet British Columbia (Ballet BC) kwam. Gedurende de acht jaar dat ze bij dit gezelschap danste, werkte ze samen met onder anderen Reid Anderson, Patricia Neary, Barry Ingham, John Alleyne en tal van andere choreografen. Hier ontmoette ze ook de Amerikaanse danser en choreograaf William Forsythe.
Haar eerste professionele choreografie ontstond in 1989, Between the Bliss and Me, en werd opgenomen in het repertoire van Ballet BC. De stukken Reflections on Billie uit 1992 en Shapes of a Passing uit 1994 bestaan uit een compilatie van eerdere, korte choreografieën. Eveneens in 1994 ontwikkelde ze voor het Alberta Ballet In a Time of Darkness, dat handelt over geweld in oorlogen en revoluties. Met dit stuk werd ze in 1995 de jongste winnaar tot nu toe van de Clifford E. Lee Choreographic Award van het Banff Centre, gecombineerd met een studieperiode van zes weken aan het Banff Centre for the Arts. Tijdens haar artist in residency daar schreef ze Quest, dat werd opgenomen in het repertoire van het Alberta Ballet. Critici prezen haar choreografieën, die gekenmerkt werden door nieuwsgierigheid, humor, intelligentie en durf en veel inventieve en artistiek risicovolle elementen bevatten.
Vanaf 1996 danste ze enkele jaren bij Ballett Frankfurt, het gezelschap van William Forsythe in Frankfurt am Main. Ze nam deel aan gastoptredens met dit gezelschap in Europa, Azië en Amerika en schreef haar stuk Field: Fiction, waarvoor ze zich liet inspireren door het boek The Writing Life van Annie Dillard.

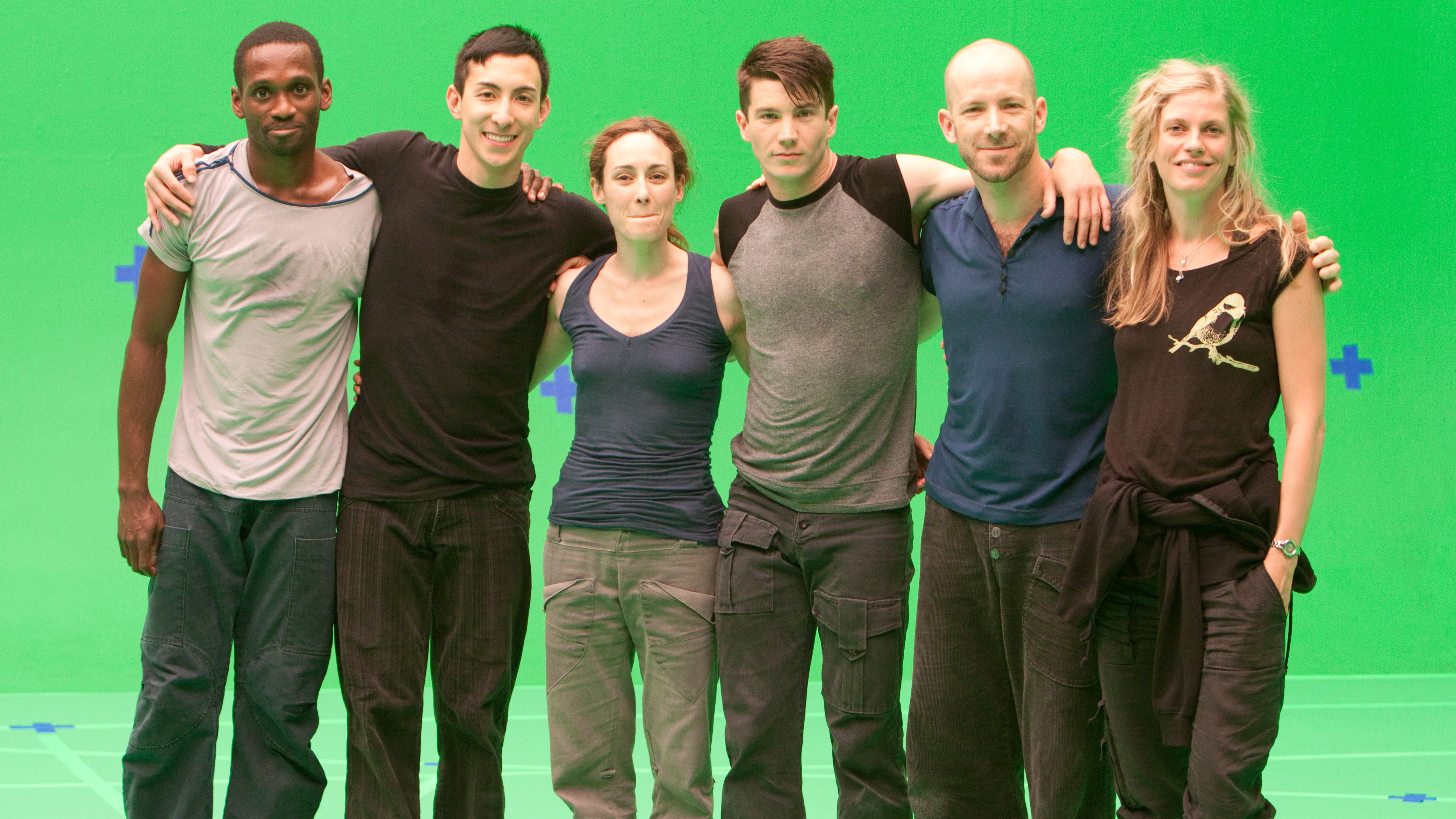
Crystal Pite (rechts) met dansers van haar eigen gezelschap Kidd Pivot (2010)

In 2001 keerde ze terug naar Canada en richtte in Vancouver haar eigen dansgezelschap op, Kidd Pivot, waarmee ze internationale gastoptredens gaf met haar eigen choreografieën. Tot de stukken die zij in deze periode maakte behoren Uncollected Work (2002), Double Story (2004), Lost Action (2006) en Fault (2008).
In 2005 creëerde Pite Pilot X, haar eerste choreografie voor het Nederlands Dans Theater (NDT). Twee jaar later volgde het succesvolle The Second Person voor hetzelfde gezelschap. Pite werd hiervoor geïnspireerd door Ierse, Schotse en Engelse volksliederen. Haar vaste componist Owen Belton gebruikte die inspiratie om muziek te componeren die het decor van stormwolken aanvult. Het stuk is bedoeld voor 25 dansers die de jeugd en het verlies van onschuld dat gepaard gaat met volwassen worden uitbeelden. De dansers bedienen stokpoppen terwijl een andere pop in een microfoon spreekt en een grote houten marionet optreedt als lid van het dansensemble. Het stuk maakt gebruik van veel van Pites kenmerkende elementen zoals tekst en een heldere verhaallijn. Het stuk werd in 2009 gefilmd tijdens een tournee van NDT 1 in de Verenigde Staten. In 2008 werd Pite associate choreographer bij het NDT. In totaal creëerde ze twaalf werken voor het gezelschap (stand anno 2024).
In 2010 werd ze door Dieter Buroch teruggehaald naar Frankfurt, waar Pite een nieuw gezelschap oprichtte, Kidd Pivot Frankfurt RM, ondersteund door het Frankfurt Kulturfonds Frankfurt RheinMain. Met de Europese première van Dark Matters in mei van hetzelfde jaar in het Künstlerhaus Mousonturm begon Pite met haar nieuwe gezelschap aan een tournee door Europa. In mei 2010 was haar choreografie te zien op het 7e Internationale Festival voor Hedendaagse Dans in Venetië. Het stuk The You Show volgde in het voorjaar van 2011 en The Tempest Replica in oktober 2011. Haar contract in Duitsland liep eind 2012 af en sindsdien woont en werkt Pite weer in Vancouver. Vanaf 2013 is ze associate artist bij Sadler's Wells Theatre in Londen. Daarnaast is ze Associate Dance Artist van Canada's National Arts Centre.
Gedurende haar carrière als choreograaf heeft Pite meer dan zestig choreografieën verzorgd voor wereldberoemde gezelschappen als Nederlands Dans Theater, Ballet de l'Opéra national de Paris, The Royal Ballet, Ballett Frankfurt, Cullberg Ballet, Ballet BC, National Ballet of Canada en Cedar Lake Contemporary Ballet.

## Prijzen, onderscheidingen
- 1995 : Clifford E. Lee Award van het Banff Centre for Arts and Creativity
- 2004: Paul D. Fleck Fellowship in the Arts van het Banff Centre
- 2004: Bonnie Bird North American Choreography Award
- 2005: Isadora Award for Choreography
- 2006: Rio Tinto Alcan Performing Arts Award in de categorie dans
- 2006: Jessie Richardson Theatre Award
- 2008: Governor General's Performing Arts Awards (Mentorship Award)
- 2009: Dora Mavor Moore Award for Outstanding Choreography, Production, Performance, and Score (voor Emergence)
- 2011: Jacob's Pillow Dance Award
- 2012: Lola Award
- 2012: Dora Mavor Moore Award for Outstanding Production (voor Dark Matters)
- 2012: Jacqueline Lemieux Prize van de Canada Council for the Arts
- 2015: Olivier Award voor "buitengewone prestatie op het gebied van dans" (voor The Associates — A Picture of You Falling, The Tempest Replica en Polaris bij Sadler's Wells Theatre)
- 2016: Critics' Circle National Dance Award voor "beste moderne choreografie" (voor Polaris, Sadler's Wells)
- 2016: Georgia Straight Critic's Choice Innovation Award, onderdeel van The Jessie Richardson Theatre Awards (voor Betroffenheit)
- 2016: Dora Mavor Moore Award for Outstanding Production (Betroffenheit)
- 2017: Prix Benois de la Danse (voor The Seasons' Canon, Ballet de l'Opéra national de Paris)
- 2017: Olivier Award voor "beste nieuwe dansproductie" (voor Betroffenheit, Sadler's Wells)
- 2018: Dance Magazine Award
- 2018: Grand Prix de la Danse de Montreal Laureate 2018 (voor Betroffenheit, Festival TransAmériques)
- 2018: Olivier Award voor "beste nieuwe dansproductie" (voor Flight Pattern, The Royal Opera House)
- 2018: Critics' Circle National Dance Award voor "beste moderne choreografie" (voor The Statement, NDT 1)
- 2019: Chrystal Dance Prize (voor Revisor, Dance Victoria)
- 2022: Zwaan Productieprijs  (voor Figures in Extinction [1.0], NDT 1)[2]
- 2024: lid van de Orde van Canada[3]

## Werken (selectie)
- 1989: Between The Bliss and Me - Ballet BC[4]
- 1992: Reflection on Billy, voor Ballet Jörgen[4]
- 1993: In a Time of Darkness, voor Alberta Ballet[4]
- 1994: Shapes of a Passing, voor Ballet Jörgen[4]
- 1995: Two Dances for Jane, voor Ballet Jörgen[4]
- 1995: Pendulum, voor Les Ballets Jazz de Montreal[4]
- 1995: Quest, voor Alberta Ballet[4]
- 1996: Moving Day, voor Ballet BC[4]
- 1996: Field:Fiction, voor Ballett Frankfurt[4]
- 1998: Hopping The Twig, voor Ballet Jörgen[4]
- 2001: Tales - New and Abridged, voor Ballett Frankfurt[4]
- 2001: Short Works: 22, voor Les Ballets Jazz de Montreal[4]
- 2003: Uncollected Work, voor Kidd Pivot[4]
- 2004: Double Story, in samenwerking met Richard Siegal voor Kidd Pivot[4]
- 2004: The Stolen Show, voor Les Ballets Jazz de Montreal
- 2004: Xspectacle, voor Les Ballets Jazz de Montreal
- 2005: Pilot X, voor NDT I (muziek: Owen Belton)[5]
- 2006: Arietta, voor Ballet BC
- 2006: Lost Action, voor Kidd Pivot[4]
- 2006: Lone Epic, solo voor Louise Lecavalier; in 2007 te zien in Theater Bellevue, Amsterdam, in het kader van Julidans[5]
- 2007: The Second Person, voor NDT 1 (muziek: Owen Belton)[5]
- 2008: Frontier, voor NDT 1 (muziek: Owen Belton)[5]
- 2008: Ten Duets on a Theme of Rescue, voor Cedar Lake Contemporary Ballet; in 2017 uitgevoerd door Opera Ballet Vlaanderen;[6] in 2023 uitgevoerd door NDT 2[5]
- 2008: Matter of a Maker, voor Cullberg Ballet
- 2009: Emergence, voor The National Ballet of Canada
- 2009: Dark Matters, voor Kidd Pivot (muziek: Owen Belton); in 2011 te zien in Stadsschouwburg Brugge; in 2012 in Theater Heerlen[7]
- 2010: The You Show, voor Kidd Pivot (muziek: Owen Belton); in 2011 te zien in Stadsschouwburg Groningen[7]
- 2010: Plot Point, voor NDT 1 (muziek: Bernard Herrmann)[5]
- 2011: The Other You, duet voor NDT 1 (muziek: Ludwig van Beethoven)[5]
- 2011: The Tempest Replica, voor Kidd Pivot (muziek: Owen Belton)
- 2012: Solo Echo, voor NDT 1 (muziek: Johannes Brahms)[5]
- 2013: Parade, voor NDT 1[8]
- 2015: Betroffenheit, in samenwerking met Jonathon Young voor Kidd Pivot; in 2017 te zien in Stadsschouwburg Amsterdam (ITA) in het kader van Julidans; in 2018 in Concertgebouw, Brugge[7]
- 2015: In The Event, in samenwerking met Ander Zabala voor NDT 1 (muziek: Owen Belton)[5]
- 2016: The Statement, remake van Parade uit 2013 voor NDT 1[5]
- 2016: The Seasons' Canon, voor Ballet de l'Opéra national de Paris
- 2017: Flight Pattern, voor The Royal Ballet
- 2018: Partita for 8 Dancers, voor NDT 1[5]
- 2019: Revisor (muziek: Owen Belton), voor Kidd Pivot; in 2022 te zien in Stadsschouwburg Amsterdam (ITA); in 2023 in Theater Heerlen[7]
- 2019: Body And Soul, voor Ballet de l'Opéra national de Paris
- 2020: Angels' Atlas, voor The National Ballet of Canada
- 2022: Light of Passage, voor The Royal Ballet
- 2022: Figures in Extinction [1.0], in samenwerking met Simon McBurney voor NDT 1 (muziek: Owen Belton)[5]
- 2023: Assembly Hall, in samenwerking met Jonathon Young voor Kidd Pivot; in 2024 te zien in Stadsschouwburg Amsterdam (ITA)[7]
- 2024: Figures in Extinction [2.0] - But Then You Come The Humans, in samenwerking met Simon McBurney voor NDT 1 en Complicité[5]

- Bibliothèque nationale de France: cb167348647 (data)
- Gemeinsame Normdatei: 1071066900
- International Standard Name Identifier: 0000 0004 2648 2060
- Library of Congress Control Number: n97854278
- Nationale Bibliotheek van Israël: 987007410098905171
- Virtual International Authority File: 306322668
- WorldCat: E39PBJmdpTGv49kfBMWDPVD6rq